# Tu nombre y el mío
Tu nombre y el mío es una teleserie de ficción basada en hechos reales, creada y producida por Michelle Alexander para la televisora América Televisión. Es el biopic del cantante y actor peruano Deyvis Orosco.
El elenco está conformado por Mario Cortijo y Alessandra Fuller en los roles protagónicos; con Carolina Infante, Brigitte Jouannet, Ximena Díaz, Pold Gastello, Daniela Feijoó, Joel Calderón, Úrsula Mármol, Iván Chávez, Edward Llungo y Merly Morello en el reparto estelar; con Emilram Cossío, Óscar Carrillo, Sergio Armasgo, Sirena Ortiz, Bernardo Scerpella, Lucía Oxenford y Jorge «Coco» Gutiérrez en los roles antagónicos principales; y con Stephany Orúe, Ethel Pozo, Daniel Cano, Facundo Posincovich y Javier Dulzaides en los roles antagónicos reformados. Además, cuenta con las actuaciones infantiles de Dominic Oré, Macarena Bachmann y Jean Christopher Rivas.
Esta telenovela marca la participación especial del actor boliviano Reynaldo Pacheco, quién hace por primera vez su debut en las telenovelas peruanas tras haber trabajado en diferentes proyectos en Hollywood. Al año siguiente, Pacheco vuelve a la productora Del Barrio para asumir el protagónico de la siguiente producción del mismo canal Eres mi sangre. 
A su vez, fue la última participación televisiva del actor Óscar Carrillo, quién fallecería meses después de haber terminado las grabaciones de la telenovela, el 26 de junio de 2025.
La actriz Carolina Infante retoma el personaje de Eva Atanacio, a quién interpretó en la miniserie peruana de 2007, Néctar en el cielo, también dirigida y producida por Alexander.
Inicialmente, la actriz Sirena Ortiz iba a interpretar a Adriana Martínez, pero luego se canceló y se pensó en eliminar todas sus escenas, ya que Andrea San Martín, expareja de Orosco y modelo, presentadora y personalidad de televisión, habría presentado una denuncia contra de Deyvis y Alexander. La producción decidió cambiarle el nombre al personaje de Adriana Rodríguez, aunque no eliminó sus escenas ni la reemplazó por otra actriz. Finalmente, Michelle Alexander aclaró que el personaje no está relacionado con el artista y que la serie es completamente una ficción.
La teleserie fue estrenada el 7 de agosto de 2024 en reemplazo de la otra producción del mismo canal Los otros Concha. Fue anunciado durante la preventa del canal América a finales de 2023 y se presentó el primer avance de la ficción el 2 de julio de 2024.
El tema musical de la teleserie titulado con el mismo nombre quedó a cargo de la producción musical de Juan Carlos Fernández y fue interpretado por Orosco.

## Sinopsis

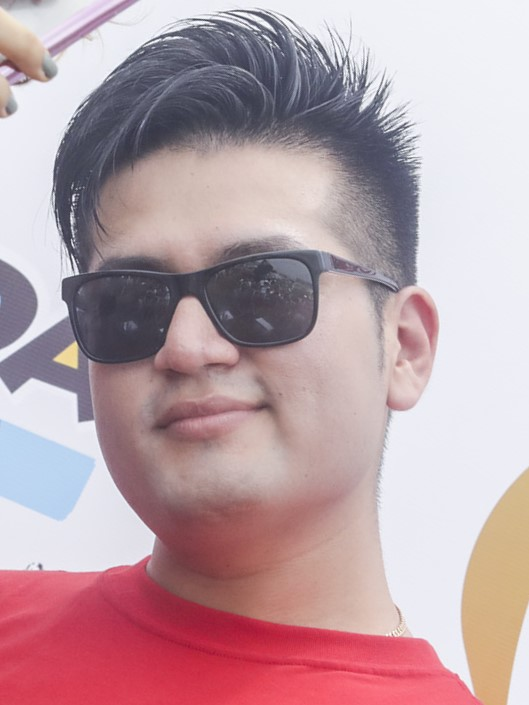
Deyvis Orosco, cantante y actor peruano, inspiración de la telenovela.

Cuenta la historia de Deyvis (Dominic Oré/Mario Cortijo), un niño aficionado de la música, que sueña con brillar en los escenarios y continuar el legado de su padre Johnny (Reynaldo Pacheco). Sin embargo, Johnny intenta protegerlo y darle una perspectiva realista de su propio camino artístico.
Con el pasar de los años, Deyvis ingresa al Grupo Néctar, la banda musical que fundó su padre con Pancho (Edward Llungo), donde se desempeña como músico y posteriormente, se suma a la Orquesta La Miel para probar su talento por su cuenta sin la ayuda de Johnny. Pero fue hasta el año 2007, en la que Deyvis recibiría la noticia de la muerte de su padre a causa de un accidente automovilístico en Argentina mientras estaba en gira con el conjunto, a raíz de ello tiene la misión de encargarse de asumir el liderazgo del Grupo Néctar, encontrando así una fortaleza en su lucha por salir adelante hasta llegar a convertirse en «el Bomboncito de la Cumbia».

## Elenco

### Principales
- Mario Cortijo como Deyvis Juniors Orosco Atanacio: protagonista. Hijo mayor de Johnny y Eva, líder y vocalista del Grupo Néctar, inspirado en el cantante y actor homónimo en la vida real.
  - Dominic Oré como Deyvis Juniors Orosco Atanacio (niño).
- Reynaldo Pacheco como Jorge Carlos «Johnny» Orosco Torres: participación especial. Fundador y vocalista del Grupo Néctar, papá de Deyvis y Piero, inspirado en el fallecido cantante y músico homónimo en la vida real. Murió en el accidente automovilístico en Argentina.
- Carolina Infante como Eva Atanacio: coprotagonista. Madre de Deyvis y esposa de Johnny, inspirada en el personaje homónimo en la vida real.
- Daniela Feijoó como Hellen: Exenamorada de Deyvis y Javier, inspirada en Liz, la primera pareja de Deyvis Orosco en la vida real. Se desempeñó como abogada del juicio de Deyvis en contra de Marcial y Chacal.
  - Macarena Bachmann como Hellen (niña).
- Alessandra Fuller como Cassandra Sánchez de Lamadrid Newton: protagonista. Esposa de Deyvis y madre de su hijo Milan Orosco, inspirada en la hija de la exreina de belleza Jessica Newton en la vida real.
- Sirena Ortiz como Adriana Rodríguez/Martínez: antagonista principal. Exenamorada de Deyvis. Es una chica celosa y tóxica. Está inspirada en la modelo, presentadora y personalidad de televisión Andrea San Martín.
- Joel Calderón como Gustavo «Tavo» Méndez Cruz: coprotagonista. Mejor amigo de Deyvis.
  - Jean Christopher Rivas como Gustavo «Tavito» Méndez Cruz (niño).
- Iván Chávez como Enrique «Kike» Orosco Torres: participación especial. Hermano de Johnny y tío de Deyvis, inspirado en el fallecido músico homónimo en la vida real. Murió en el accidente en Argentina con su hermano, Pancho y los demás integrantes.
- Edward Llungo como Francisco «Pancho» Hurtado: participación especial. Socio de Johnny, con quien trabajaría en las producciones musicales del Grupo Néctar. Está inspirado en el fallecido músico Ricardo «Papita» Hinostroza. Murió junto a Johnny, Kike y sus compañeros en el accidente en Argentina.
- Sergio Armasgo como Francisco «Pancho Jr.» Hurtado Chávez: antagonista principal. Hijo mayor de Pancho, el cual rivaliza con Deyvis por el liderazgo del Grupo Néctar, de la que él está obsesionado y pretender quedarse con el nombre de la dicha banda musical. Lideró el grupo musical Los Príncipes de la Cumbia con la ayuda de Chacal. Ya que Deyvis se quedó con los derechos del grupo, partió a Bolivia para continuar con su carrera artística, jurando volver y su conflicto con Deyvis no ha terminado. Está inspirado en el músico Martín «Papita Jr.» Hinostroza, líder del Grupo Néctar de Bolivia.
- Óscar Carrillo como Marcial Montero: antagonista secundario. Productor musical, el cual trabajó con Johnny y Deyvis para sus proyectos musicales con el Grupo Néctar. Fue un hombre manipulador que les hacia la vida imposible a los artistas, volviéndose millonario a costa de ellos, a la que a las finales cambió su vida y dejó de trabajar para Chacal. Se afirma que fue el coautor material del accidente de Deyvis y Johnny. Terminó preso por lavado de activos, enriquecimiento ilícito y el abuso sexual a Estrella. Está inspirado en el médico cirujano y cantautor Armando Massé, expresidente de la Asociación Peruana de Autores y Compositores en el periodo 1999-2018.
- Emilram Cossío como Jorge Darío «Koky / el Chacal» Ayala: antagonista principal. Delincuente y asesino peligroso, del cual se confirma que fue el autor material del accidente automovilístico del Grupo Néctar en Argentina y de diferentes asesinatos. Supuestamente murió en el hospital tras sufrir un dolor en el hígado. Trabaja como productor musical de Los Príncipes de la Cumbia y se une con Marcial para continuar con sus delitos. Está inspirado en el productor musical José «el Cholo» Olaya en la vida real, quién trabajó para la banda musical argentina-peruana Karicia.
- Jorge «Coco» Gutiérrez como David Huamán «el Cobra»: antagonista principal. Delincuente de barrio, el cual metería a los jóvenes de Collique en las drogas y se roba la plata de los niños de la calle. Se dio a conocer que es el cómplice de Chacal y el autor del asesinato del hermano mayor de Tavo, quien estuvo involucrado en la delincuencia. Supuestamente muere asesinado por la policía.
- Facundo Posincovich como Facundo López: antagonista reformado. Cantante de nacionalidad argentina del Grupo Néctar, reemplazó a Johnny en la etapa del éxito en Bolivia. Luego formó el grupo musical Los Príncipes de la Cumbia con Pancho Jr. y Javier. Está inspirado en el cantante argentino Livio Damián Pereyra.
- Bernardo Scerpella como Javier Rengifo: antagonista principal. Excorista del Grupo Néctar, expareja de Hellen y rival de Deyvis. Se une con Facundo y Pancho Jr. para formar el grupo musical Los Príncipes de la Cumbia con ayuda del Chacal. Está inspirado en el cantante de cumbia Tommy Portugal.
- Pold Gastello como Felipe Atanacio: abuelo materno de Deyvis y padre de Eva. Murió mientras dormía, tras tener problemas en el corazón durante sus últimos días.
- Úrsula Mármol como Doña Teodolina de Atanacio: abuela de Deyvis y madre de Eva. Murió por causas naturales.
- Ximena Díaz como Katty Morales: tía política de Deyvis, mejor amiga de Eva y viuda de Kike. Se muda a los Estados Unidos con su nueva pareja para emprender una nueva vida.
- Brigitte Jouannet como Carla Deyanira Jiménez Alzamora: Mejor amiga de Deyvis.
- Daniel Cano como Willy del Rosario: antagonista reformado. Periodista de espectáculos que se meterá en problemas con Deyvis y Néctar. Es asesinado por el Chacal. Está inspirado en el presentador Rodrigo González.
- Lucía Oxenford como Fiorella Trigoso: antagonista principal. Esposa de Marcial y está obsesionada con Tavo. Quedó inválida tras caer de las escaleras de su casa, mientras discutía con Marcial, amenazándolo de quedarse con el dinero de su esposo, donde sufrió una rotura en la cadera, que la impide caminar. Pese a lo sucedido, se quedó con la fortuna de Marcial, mientras que él se iría a la cárcel por sus delitos y complicidad con Chacal.
- Javier Dulzaides como Matías Montero: antagonista reformado. Único hijo biológico de Marcial, exenamorado de Cassandra y pareja de Estrella. Murió asesinado por extrangulamiento a manos de Chacal, por motivo de su venganza de la traición de Marcial. Está inspirado en el comediante y locutor Mateo Garrido Lecca.
- Merly Morello como Natalia «Naty» Montero/Ayala: hija de Marcial y enamorada de Tavo, quien se desempeña como periodista. Se dio a conocer que supuestamente es la hija biológica de Chacal, en la que niega ser. Es la mejor amiga de Adriana y colabora con Deyvis para capturar a Marcial y Chacal. Está inspirada en la celebridad de Internet Terelú Chamorro.
- Stephany Orúe como Estrella Campos: antagonista reformada. Cantante de cumbia. Inicialmente, intentaría quitarle el protagonismo a Deyvis, aprovechándose de la memoria de Johnny para obtener fama. Finalmente, se une con él para la elaboración de sus producciones musicales. Contrajo nupcias con Matías, con quien tendría un hijo de su relación. Es una chica envidiosa. Está inspirada en la cantante de cumbia Marisol.
- Ethel Pozo como Perla: asistente de Estrella.

### Recurrentes e invitados especiales
- Karen Dejo como Gianela: presentadora del programa musical Sabor nacional. Está inspirada en la presentadora de televisión Janet Barboza.
- Natali Zegarra como la madre de Beto: reclama a los padres de Deyvis sobre la queja hacia él, el cual se peleó con su hijo.
- Mariano Sábato como «Sapo»: rival de Chacal de nacionalidad argentina, el cual buscó al culpable de la muerte de su hijo. Muere asesinado a manos del primero, tras enterarse de que fue él quien lo asesinó.
- Renato Medina-Vassallo como Arturo Cartagena: guitarrista del grupo La Miel, luego de Néctar, y amigo de Deyvis.
- Julia Thays como Mercedes «Meche» Chávez: esposa de Pancho y madre de Pancho Jr. y Richard.
- Carlos Neyra como Piero Orosco Atanacio: hermano menor de Deyvis e hijo menor de Johnny y Eva, aficionado del fútbol. Está inspirado en el personaje homónimo en la vida real.
- Ernesto Pimentel como él mismo: aconseja a Deyvis en los momentos difíciles.
- Leysi Suárez como la amiga de Fiorella: la ayuda para quedarse con la fortuna de Marcial.
- Renato Rueda como Aarón Méndez Cruz: antagonista secundario. Hermano mayor de Tavo, el cual se ha involucrado en la delincuencia. Murió asesinado a cuchillazos por Cobra.
- Dayiro Castañeda como Lorenzo Domínguez: cantante de cumbia, el cual trabaja para Deyvis en sus proyectos musicales. Sin embargo, firmó con Marcial para continuar con su carrera musical.
- Sebastián Stimman como Daniel Castañeda: expareja de Natalia, proveniente de España. Se mudó con Natalia a Lima, tras conocerla mientras estaba estudiando periodismo en Madrid. Sin embargo, tras enterarse de los sentimientos de Natalia hacia Tavo, volvió a su país para siempre y olvidarse de ella.
- Carlos Thornton como Alberto Montes Verme: tío de Cassandra, quien se opone a su relación con Deyvis.
- Alexandra Graña como la tía de Cassandra: se opone a la relación de su sobrina con Deyvis.
- Luis Meneses como Jorge: Abogado de Deyvis, quien fue amenazado por Marcial y Chacal para que no diga nada de sus culpas.
- Fernando Niño como Pedro: pretendiente de Kathy.
- Sebastián Barreto como Ricardo «Richard» Hurtado Chávez: hijo menor de Pancho y Meche; y hermano de Pancho Jr., el cual cursa la secundaria.
- Gerardo Zamora como Policía: ayuda a Deyvis y Carla para saber la verdad de las fechorías de Chacal y Marcial, quienes lo amenazaron de muerte para que no los investiguen.
- Pedro Olórtegui como Médico de la clínica: recibe la noticia a Marcial sobre la causa del accidente de Fiorella, afirmando que ella no puede caminar.
- Fabián Calle como Chico de la calle: fue pretendido por Cobra para meterlo a sus vicios.
- Percy Williams como Alejandro Zárate: Líder de la banda Pintura Roja, quien le da la oportunidad a Johnny y es quien le sugiere vaya a buscar nuevos caminos por Argentina. Está inspirado en el músico y director musical homónimo en la vida real.

## Recepción
Durante el día de su estreno, Tu nombre y el mío alcanzó los picos de 24 puntos de rating, con promedio de 19,5 puntos en hogares de Lima +6 ciudades, según la encuestadora Kantar Ibope Media.
Además de ello, ocupó el segundo lugar de los programas más vistos del día 7 de agosto de 2024, siendo superado por la otra producción del mismo canal, la serie Al fondo hay sitio, que obtuvo 21 puntos.